# La Aurora Organización Marxista
La Aurora Organización Marxista —con el acrónimo de La Aurora (OM)— es un partido político español comunista de filiación trotskista fundado en 1974 como Partido Obrero Revolucionario de España (PORE), pasando en 1993 a llamarse Partido Obrero Revolucionario (POR). Desde 1998 forma parte de Izquierda Unida y de Esquerra Unida i Alternativa, en cuyo seno impulsó las corrientes Redes y Bastida, respectivamente. En su 20.º Congreso, celebrado en 2013, volvió a cambiar su nombre por La Aurora Organización Marxista.
Durante treinta años el PORE (después POR) estuvo dirigido por Aníbal Ramos (seudónimo de Arturo van den Eynde durante la clandestinidad) y se opuso a la vía reformista adoptada en la Transición. Se opuso a la política social de los gobiernos de Felipe González y a la represión del Movimiento de Liberación Nacional Vasco (siendo uno de los primeros en denunciar la "guerra sucia"), así como a la ilegalización de las organizaciones de la izquierda abertzale (Batasuna entre otras), al encarcelamiento de sus dirigentes o a la política gubernamental de dispersión de los presos vascos.

## Historia

### Primeros años:Comunismoy la Organización Trotskista (1969-1974)
A partir de las luchas del Frente de Liberación Popular (FLP o Felipe), con la proyección internacional del Mayo del 68, y la crisis y estallido de las organizaciones frente en 1969, su sector revolucionario marxista formó en Barcelona y en Madrid el grupo Comunismo. La lucha política de principios entre las dos fracciones que se formaron en su interior (desarrollada a nivel internacional desde la crisis y estallido de la IV Internacional en 1953) provocó la ruptura del grupo en 1971. La mayoría constituyó la Liga Comunista Revolucionaria (LCR), sección española del Secretariado Unificado de la IV Internacional (SU), mientras que la minoritaria Fracción Trotskista se adhirió al Comité Internacional de Reconstrucción de la IV Internacional con el nombre de Organización Trotskista. La OT publicaba su órgano La Aurora, desde el que defendía luchar por construir un partido obrero revolucionario que aprovechase la crisis y acorralamiento internacional del régimen franquista para transformar su caída en el inicio de la revolución proletaria en el Estado español.
En 1972 una fracción de la OT, la Fracción Bolchevique-Leninista, al romper con la política de la Liga Socialista del Trabajo (Socialist Labour League, SLL) de Gerry Healy (que había roto con el Comité Internacional) se separó y se integró en la LCR-ETA(VI), publicando su órgano Revolución Permanente. Otra fracción, por el contrario, se unió a Healy y formó la Liga Obrera Comunista, que publicaba un periódico con el mismo nombre (La Aurora).

#### La lucha por el Comité Internacional y la creación de la LIRCI
En julio de 1972 la OT se opuso a la disolución del Comité Internacional por parte de la dirección de la Organisation Communiste Internationaliste (OCI) francesa (Pierre Lambert, Stéphane Just, Pierre Broué). El organismo que lo sustituyó, el Comité de Organización por la Reconstrucción de la IV Internacional (CORCI), fue denunciado por la Liga de los Revolucionarios Socialistas de Hungría como un agrupamiento sin principios y capitulador ante el estalinismo, y organizó a partir de enero de 1973 una fracción de oposición en su interior, la Fracción por el Mantenimiento y Desarrollo del Comité Internacional (formada por la LRSH, la OT española, el grupo polaco Walka Klas, el grupo checoslovaco Proletar, el grupo yugoslavo Proleterska Avangarda, y el Grupo Trotskista de Marruecos integrado en el Grupo Marxista Africano). Frente al intento de la OCI de recusar a este último como miembro del CORCI, la fracción rompió con el mismo y en abril formó la Liga Internacional de Reconstrucción de la IV Internacional (LIRCI), adhiriéndose además una fracción de la OCI. A continuación la dirección de la OCI lanzó una campaña de calumnias contra Michel Varga (Balázs Nagy), dirigente de la LRSH y de la Revolución húngara de 1956, acusándolo de ser “agente de la CIA y del KGB”, además de repetidas agresiones físicas en público a militantes de la LIRCI. Según las conclusiones de la Comisión de Investigación constituida a petición del dirigente húngaro, y recogidas en un Libro Blanco publicado en francés en 1978 y en castellano en 1980, las calumnias fueron lanzadas por Lambert para evitar toda discusión política acerca del problema de la reconstrucción de la IV Internacional como partido centralizado mundial, y para ocultar la adaptación de la política de la OCI al eurocomunismo y su consigna de Gobierno PS-PCF, en la búsqueda de un acuerdo político con el SU pablista.
En agosto de 1974, la OT (con Aníbal Ramos, Irene Vallés, Itxiar Arnaiz, Alfons Bech, etc.) junto a una fracción de la LCR (Francesc Matas, Montserrat Vilá, Miguel Salas, Arnal Ballester, etc.) celebró en Barcelona el congreso de proclamación del Partido Obrero Revolucionario de España (sección de la LIRCI).

### El PORE en la ilegalidad (1974-1983)

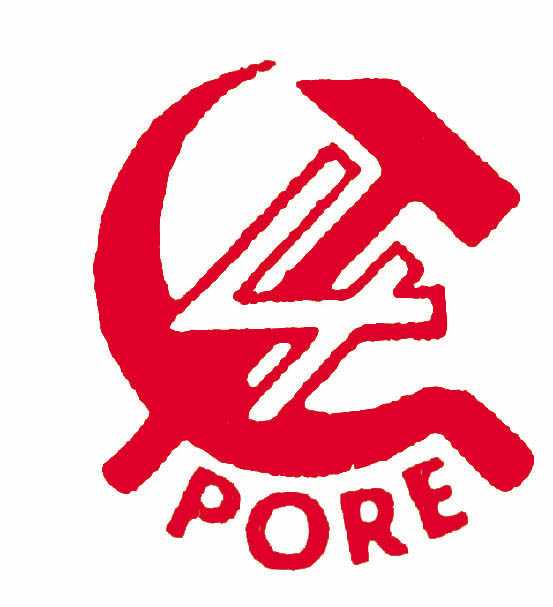
Logotipo del PORE.

En su primer año de existencia, el PORE pudo haber contado con casi un millar de militantes, y más de quinientos en su organización juvenil, las Juventudes Revolucionarias de España (JRE). Además de su órgano de expresión La Aurora, el PORE publicaba trimestralmente la revista teórica Bandera Comunista.
En noviembre de 1975, inmediatamente tras la muerte de Francisco Franco, el PORE llamó a provocar la caída del régimen franquista mediante la insurrección obrera. 
En enero de 1976, en una conferencia en París, la LIRCI proclamó reconstruida la IV Internacional, tras lo cual el PORE pasó a presentarse como PORE (sección de la IV Internacional). En mayo, la policía franquista detuvo al comité comarcal del Bajo Llobregat. El PORE llamó a boicotear activamente el referéndum sobre la Ley para la Reforma Política del 15 de diciembre de 1976.
En las elecciones del 15 de junio de 1977, el PORE llamó al boicot, y denunció los Pactos de la Moncloa firmados en octubre. Su dirigente Aníbal Ramos desarrolló su balance político en 1980, en el que denunció no solo la política capituladora del PCE y el eurocomunismo con la burguesía para impedir la ruptura revolucionaria con el régimen franquista, sino también la política conciliadora de la LCR y su dirigente Jaime Pastor con los eurocomunistas. 
En diciembre de 1977, la policía lanzó la provocación de un supuesto robo de armas en el cuartel militar de El Pení (Rosas, Gerona), responsabilizando al PORE; varios militantes fueron detenidos y torturados, y se montaron varios consejos de guerra. Durante estos hechos se celebró clandestinamente en Madrid el II Congreso de las Juventudes Revolucionarias de España.
Desde 1978 el PORE se orientó, mediante la construcción de la Internacional Revolucionaria de la Juventud (IRJ) —constituida en Berlín—, a la conquista de la juventud obrera “por el retorno a Lenin”, contra la “Santa Alianza contrarrevolucionaria del imperialismo y el Kremlin”. El IV Congreso del PORE fue prohibido por el Gobierno Civil de Barcelona. El 20 de julio de 1978 fue detenido el director de La Aurora, Miguel Salas, por "presuntas injurias al Ejército", iniciando el PORE una intensa campaña por su liberación. En el referéndum del 6 de diciembre de 1978 para la ratificación de la Constitución Española, el PORE llamó al boicot activo, bajo la consigna “¡Cortes obreras de delegados de comités de empresa! ¡Monarquía fuera!” Un sector minoritario del PORE, la Fracción Obrera Revolucionaria, consideró sectaria y propagandista tal consigna “sin levantar un puente que permita elevar la conciencia de las masas”, y fue expulsada “por no considerar reconstruida la IV Internacional”. 
A finales de los años 70 y principios de los 80, el PORE destacó por su actividad solidaria con el sindicalismo independiente de la URSS (el SMOT de Victor Fainberg y Vladimir Borísov; campaña por la libertad del minero Klebánov, internado en un psiquiátrico estatal) y con la huelga general y la revolución polaca de 1980-81, sosteniendo la intervención de la Liga Obrera Revolucionaria (“sección polaca de la IV Internacional”) que llegó a difundir miles de ejemplares de su revista Walka Klas en el interior, y a organizarse en las principales ciudades del país y en la zona minera de Silesia.
En 1980, el CORCI proclamó su sección española, el Partido Obrero Socialista Internacionalista (POSI), que el PORE denunció como agencia de la OCI francesa para continuar la campaña de calumnias en suelo español. En junio, el dirigente del POR boliviano Guillermo Lora retomó las calumnias de Lambert contra el delegado del PORE en La Paz, Emilio Roca.
La Reforma política de Adolfo Suárez mantuvo ilegal al PORE hasta el año 1983, siendo la última organización política en ser legalizada desde la aprobación de dicha ley. El PORE llevó a cabo una dura y larga lucha por su legalización, presionando y comprometiendo al mismo Santiago Carrillo. Aún ilegal, en las elecciones generales del 28 de octubre de 1982, concurrió en la candidatura legal del PST morenista (103 133 votos, 0,49 %). En el VII Congreso del PORE (diciembre de 1982), la Fracción Obrera Leninista (En Defensa del Marxismo) —que llegó a publicar al menos un número de su órgano Trotsquismo en septiembre/octubre— se separó y se integró en el PST.

### El PORE durante los gobiernos de Felipe González (1983-1993)
En 1984 el PORE rompió con Michel Varga, que fue expulsado de la LIRCI y formó el Grupo de Oposición y Continuidad de la IV Internacional (integrado actualmente en la WIRFI —Workers International to Rebuild the Fourth International). Ese mismo año se publicó el libro de Aníbal Ramos Ensayo General, balance marxista del ciclo 1974-1983. 
En 1985 se celebró la vista del recurso del Ministerio del Interior contra la legalización del PORE, estimándolo la Audiencia Territorial de Madrid, siendo así el PORE el primer partido declarado ilegal desde el inicio de la llamada "Transición".
Tras la aprobación de la permanencia de España en la OTAN (referéndum del 12 de marzo de 1986), la masiva movilización en su contra se expresó políticamente en la fundación de Izquierda Unida el 27 de abril. El PORE, reducido ya a unas decenas de militantes, con su centro en Barcelona y manteniendo una minúscula agrupación en Madrid, solicitó su adhesión pero fue vetado por el PCE y el PCPE. En la década siguiente, el PORE mantuvo posiciones hostiles hacia IU, concurriendo en solitario a las elecciones generales de 1986 (5126 votos, 0,03 %), 1989 (7906 votos, 0,04 %), 1993 (8667 votos, 0,04 %), y retirando su candidatura al Congreso de los Diputados durante la campaña electoral de 1996 en la que pidió el voto para Herri Batasuna. Concurrió a las elecciones europeas de 1987 (30 157 votos, 0,16 %), 1989 (candidatura PST-PORE, 38 690 votos, 0,24 %) y 1994 (16 144 votos, 0,09 %).

### El POR antes de su entrada en IU (1993-1998)

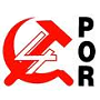
Logotipo del POR.

Entre 1993 y 1995, el POR sostuvo activamente la campaña “Ayuda Obrera a Bosnia” desarrollada en solidaridad con los sindicatos independientes en la Guerra de Bosnia, participando en los convoyes a Tuzla y en la formación de brigadas de solidaridad internacional (“Tierra y Libertad” y “No Pasarán”), formadas por decenas de jóvenes.

#### Formación de la UIT-CI
En abril de 1995, en Barcelona, la LIRCI se unió a la Corriente Internacional Revolucionaria (que agrupaba a militantes que habían roto con la LIT morenista) para formar la Unidad Internacional de los Trabajadores - Cuarta Internacional (UIT-CI).

### Integración del POR en Izquierda Unida y EUiA (1998)
En 1998, tras la crisis y fractura de Iniciativa per Catalunya – els Verds (IC-V) en Cataluña, se fundó Esquerra Unida i Alternativa (EUiA) a la que se sumó el POR, integrándose también en Izquierda Unida en Madrid.
En 1999 se produjo en Madrid la última tentativa de acercamiento político con el grupo heredero del PST, el Partido Revolucionario de los Trabajadores (PRT).
El POR comenzó a desarrollar la construcción de Jóvenes de IU (entonces simple secretaría) con la perspectiva de organización juvenil de IU. En las elecciones generales del 12 de marzo de 2000, el POR acató disciplinadamente el voto PSOE-IU al Senado pactado por Joaquín Almunia y Francisco Frutos, alianza que fracasó y provocó la primera mayoría absoluta del Partido Popular (PP). En octubre se celebró la II Asamblea de EUiA que eligió coordinador general a Jordi Miralles, que encabezó la lista del PCC (39 miembros en el comité ejecutivo; la lista del PSUC viu —Jaume Botey— logró 32; la de Transversales —Josep Bel—, 15; y la Llista Quarta —Arturo van den Eynde—, 4). En la VI Asamblea Federal de IU (diciembre) el POR apoyó la candidatura de Gaspar Llamazares a la coordinación general, que resultó elegido por estrecho margen frente a las candidaturas de Francisco Frutos y de Ángeles Maestro. Ese mismo mes el POR organizó a unas decenas de jóvenes que se movilizaron contra la cumbre capitalista que firmó el Tratado de Niza.
En 2001 el POR comenzó a publicar la revista teórica electrónica Sin Muro, después de su 15.º Congreso (primero sin elección de delegados) en el que por primera vez Arturo van den Eynde (Aníbal Ramos) cesó como secretario político para centrarse en el trabajo de formación marxista y fue sustituido por Francesc Matas.
Habiéndose publicado en México el libro de Arturo van den Eynde Globalización, la dictadura mundial de 200 empresas, (UniOS, 1999), el POR, tras un periodo de indecisión, comenzó a implicarse con carácter central en el movimiento antiglobalización, participando en el II Foro Social Mundial (Porto Alegre, enero de 2002) e impulsando la creación de foros locales en los municipios y distritos donde construía células. 

#### Salida de la UIT y reagrupamiento enMovimiento
En 2002 estalló la crisis en la UIT, imponiendo su sección mayoritaria, el MST argentino, su política nacional a las demás, reproduciendo así otros antecedentes en la historia de los agrupamientos trotskistas internacionales. El POR, el Movimento de Esquerda Socialista (MES) brasileño (salido de la Corrente Socialista dos Trabalhadores, CST), el grupo estadounidense Truth (antigua Trotskyist Organization), el grupo francés La Commune y el grupo bielorruso de Anatoli Matvienko se vieron obligados a abandonar la UIT y se agruparon en torno a la revista Movimiento, dirigida desde Brasil por el dirigente argentino del MES Pedro Fuentes.

#### Muerte de Arturo van den Eynde (Aníbal Ramos)
En el III Foro Social Mundial (Porto Alegre, enero de 2003), Arturo van den Eynde sufrió un derrame cerebral repentino, siendo trasladado de urgencia a Barcelona donde falleció el 4 de marzo. El POR perdió de súbito a su principal fundador, dirigente y teórico. Ese mismo mes se celebró la III Asamblea de EUiA que reeligió coordinador a Miralles —con el apoyo del POR— frente a las candidaturas del PSUC viu y de Rojos/Roges —impulsada por el PRT—. En noviembre de 2003 el POR organizó desde Jóvenes de IU y Joves d’EUiA a unas decenas de jóvenes en el Foro Social Europeo que se celebró en París.

#### Formación de la corrienteRedesen IU
En el 16.º Congreso (Barcelona, enero de 2004) ingresaron varios cuadros procedentes del tronco común de la extinta LCR: un sector de la antigua LKI (que constituyó LIA —Langile Iraultzailea Alderdia—, la organización vasca del POR, participante del proceso soberano de Ezker Batua-Berdeak), y el intelectual G. Buster, alejado de Espacio Alternativo. Su integración en la dirección influyó para que el POR decidiese crear, en el interior de IU, la corriente Redes en 2005 (junto con el sector ecosocialista de IU que rompió en pocos meses para ir hacia el proceso de la corriente IU Abierta), que se presentó como “ala izquierda” de IU asociada a la dirección federal de Gaspar Llamazares. En EUiA tomó el nombre de “Bastida” y en EB-B, de “Sarea”. En julio se celebró la IV Asamblea de EUiA que reeligió coordinador a Miralles integrado en la candidatura Nou Impuls (PCC, PASOC, POR, parte del PSUC viu e independientes, 73 %) frente a la lista formada por el PSUC viu, Rojos/Roges e independientes.

#### Fracaso deMovimiento, aislamiento internacional y giro hacia acuerdos con el reformismo
El aislamiento internacional (agravado por el fracaso de Movimiento que, sin estructura centralizada, quedó prácticamente diluido) y la influencia de los viejos cuadros recién reclutados, llevaron al POR a intentar acercarse al Secretariado Unificado (cuyo representante español, Espacio Alternativo, lo sigue vetando) y dirigir su política hacia nuevas alianzas con organizaciones del campo del centrismo, el poumismo, la socialdemocracia de izquierdas... En 2005 se organizó en Barcelona la fracción Reagrupamiento a la Izquierda y Marxista (liderada por Lluís Rabell), que oponiendo una crítica a las decisiones internacionales del POR a raíz de la experiencia brasileña, abandonó el partido antes del 17.º Congreso (primero celebrado en Madrid) e ingresó en Revolta Global.
Las células y agrupaciones del POR durante la década del 2000 se construían y mantenían en varios distritos de Barcelona, en Badalona, la comarca del Vallés Occidental, Gerona, Salt, dos distritos de Madrid y en Alcorcón. Funcionaban el Comité Central (órgano máximo de dirección entre congresos), el Comité Ejecutivo y el Comité local de Madrid (en Cataluña hay una coordinación pero no un órgano representativo, como sucede en Euskadi con la incorporación de los exmilitantes de la LKI).
La corriente Redes —enfrentada al sector de Enrique Santiago en IU— y sus alianzas con las direcciones del PSOE y de las centrales sindicales CCOO y UGT permitieron al POR alcanzar la coordinación del Foro Social de Madrid, a través del cual se organizó en diciembre de 2007 el Foro por una Paz Justa en Oriente Próximo, con sede en varios municipios del sur de Madrid, cancelado en su segunda sesión por la injerencia del Ministerio de Asuntos Exteriores dirigido por Miguel Ángel Moratinos (PSOE) que trató de imponer organizaciones sionistas ajenas a los principios del foro. Dentro de la izquierda hubo numerosas y severas críticas al papel jugado por los dirigentes del POR en estos sucesos.
Además de sus relaciones con la Fundación Andreu Nin (participando por ejemplo en las jornadas en memoria del POUM en Sigüenza, septiembre de 2007), en 2008 el POR legalizó la Fundación Socialismo Sin Fronteras, desde la que estrecha su colaboración con sectores de la intelectualidad de izquierdas como la revista electrónica Sin Permiso. En verano de 2008 empezó a organizar brigadas de trabajo a Cisjordania, cooperando con el Comité Israelí Contra la Demolición de Casas (ICAHD), proyecto para el que consiguió financiación del Ministerio de Asuntos Exteriores. En noviembre, en la V Asamblea de EUiA salió reelegido coordinador Jordi Miralles en lista única, y en la IX Asamblea Federal de IU el POR apoyó la candidatura “Nacional-II” de Joan Josep Nuet al Consejo Político Federal y a la coordinación federal, que perdió frente a Cayo Lara.
El ciclo político inaugurado con las esperanzas populares abiertas con la vuelta del PSOE al Gobierno, se produjo un lento y escalonado abandono de militantes y jóvenes cuadros de la última generación (especialmente en Madrid). No se produjo, sin embargo, una oposición política claramente definida, más allá de una tímida tentativa de un sector de Madrid crítico, pero incapaz de oponer y organizar una alternativa de dirección en el 19.º Congreso en Barcelona (junio de 2011). El partido comienza a referirse a sí mismo como “Tendencia Ideológica La Aurora-POR”.
En octubre de 2011, tras la ruptura de EB-B, los militantes de LIA (alineados con el sector “madracista”) constituyeron el colectivo Erabaki (“decidir”), abandonando la coalición y pidiendo el voto para Amaiur en las elecciones generales del 20 de noviembre, iniciando conversaciones con Bildu para una posible entrada en la coalición. Otro sector se mantuvo dentro de EB-B como la corriente Sarea/Redes.
En junio de 2012 el POR apoyó la elección de Joan Josep Nuet (secretario general del PCC) como coordinador de EUiA. En las elecciones al Parlament de Catalunya de 2012, el POR consiguió por primera vez un diputado autonómico, en la candidatura de ICV-EUiA. En la IX Asamblea de Izquierda Unida Comunidad de Madrid (diciembre de 2012), en la que Redes se integró en la exigua mayoría (51 %, que incluía a la burocracia de Ángel Pérez), los últimos cuadros madrileños formados desde 1997 abandonaron el POR, al que consideraban liquidado de hecho por su dirección, y situándose en la oposición de la federación de Madrid, en septiembre de 2013 comenzaron a publicar el boletín electrónico “Revolución Permanente” que defendía la formación de una corriente marxista dentro de IU. Dos meses antes, el 7 de julio, el 20.º Congreso del POR decidió cambiar su nombre por el de su revista mensual, “L'Aurora - Organització Marxista”.

### La Aurora. Organización Marxista (desde 2013)
En el proceso de consulta sobre el futuro político de Cataluña convocado por el president Artur Mas para el 9 de noviembre de 2014, La Aurora (om) denunció lo que calificó de rendición de aquel al Gobierno español (PP) y al Tribunal Constitucional que prohibió la consulta, trocándola Más en un “proceso participativo ciudadano”. La Aurora (om) lo trató como “parodia de consulta”, y llamó al doble voto afirmativo en las dos preguntas planteadas.
En las elecciones primarias abiertas a simpatizantes para elegir cabeza de lista de IU-CM para las elecciones autonómicas y municipales de 2015, celebradas el 30 de noviembre de 2014, la candidatura defendida por el 49 % de IU-CM llamada “Recuperar Madrid”, de los diputados autonómicos Tania Sánchez Melero (para la Asamblea de Madrid) y Mauricio Valiente (para el Ayuntamiento de Madrid) vencieron con 5101 (56,5 %) y 1875 votos (59,1 %) a la candidatura mayoritaria del 51 %, de José Antonio Moreno (3226 votos, 35,7 %) y la concejala Raquel López (1054 votos, 33,2 %). Redes apoyó la tercera candidatura llamada Espacio Plural, de una parte del 51 % (Julián Sánchez-Vizcaíno para la Asamblea de Madrid y Lali Vaquero para el Ayuntamiento de Madrid), que cosechó 699 y 246 votos respectivamente (7,7 %).
En las elecciones al Parlament de Cataluña del 27 de septiembre de 2015 La Aurora (om) pidió el voto para la coalición Catalunya Sí que es Pot encabezada por el histórico exdirigente del PORE/POR Lluís Rabell.
En las elecciones generales del 20 de diciembre de 2015, La Aurora (om) llamó a votar "a la izquierda, a las confluencias y a la unidad" (Podemos, Unidad Popular-IU, En Comú Podem, Compromís-Podemos, En Marea, EH Bildu y Cambio-Aldaketa).
El 2 y 3 de abril de 2016 se constituyó la nueva federación madrileña de IU. La Aurora (om) apoyó la candidatura mayoritaria al Consejo Político de Mauricio Valiente y Chus Alonso (71,5 %), frente a las de Lali Vaquero (19,4 %) y Carmen Villares (9 %). En la XI Asamblea Federal de IU (4 y 5 de junio) La Aurora (om) votó a favor de la candidatura de Alberto Garzón (74,4 %), que fue elegido coordinador federal, frente a las de Paloma López Bermejo (20,8 %) y Tasio Oliver (4,6 %).
Para las elecciones generales del 26 de junio de 2016, La Aurora (om) llamó a votar a Unidos Podemos, En Comú Podem en Cataluña, #aLaValenciana en la Comunidad Valenciana, En Marea en Galicia, EH Bildu o Unidos Podemos en Euskadi y Units Podem Més en las Islas Baleares.
En cuanto al referéndum de independencia de Cataluña celebrado el 1 de octubre de 2017, La Aurora (om) defendió el derecho democrático a realizarlo aunque no definió una postura oficial de actuación en el mismo.
Para las elecciones generales del 28 de abril de 2019, La Aurora (om) llamó a votar "a las distintas listas de izquierdas republicanas y soberanistas que en cada circunscripción se puedan presentar", señalando como "preferencias": en el Reino (de España), Unidas Podemos; en Cataluña, Esquerra Republicana de Catalunya-Sobiranistes y En Comú Podem; en Euskadi, EH Bildu; en Navarra, EH Bildu y Unidas Podemos al Congreso, y Aldaketa al Senado. Para las elecciones generales del 10 de noviembre, convocadas seis meses más tarde por no haberse formado gobierno dentro de los plazos constitucionales, La Aurora (om) llamó a votar a "Unidas Podemos y al resto de las opciones republicanas partidarias del derecho a decidir repartidas por todo el reino". En ambas convocatorias electorales, dirigentes históricos del partido como Alfons Bech integrados en el nuevo partido Sobiranistes concurrieron en la lista de ERC-Sobiranistes al Congreso de los Diputados sin llegar a obtener escaño.
Para las elecciones generales del 23 de julio de 2023, La Aurora (om) llamó a votar a Sumar, ERC, la CUP, EH Bildu y BNG. En las elecciones europeas del 9 de junio de 2024, pidió el voto para Sumar, Podemos y Ahora Repúblicas.